# Olympische Sommerspiele 1972/Ringen – Griechisch-römischer Stil Bantamgewicht (Männer)
Das Ringen im griechisch-römischen Stil der Männer in der Klasse bis 57 kg bei den Olympischen Sommerspielen 1972 wurde vom 5. bis 10. September in der Ringer-Judo-Halle auf dem Messegelände Theresienhöhe ausgetragen.

## Wettkampfformat
Die Kampfzeit war auf drei Mal drei Minuten beschränkt. Ein Ringer blieb so lange im Turnier, bis er mit sechs Minuspunkten belastet war. Sobald nur noch zwei oder drei Athleten übrig waren, wurde eine Finalrunde um die Medaillen ausgetragen.
Minuspunkte wurden wie folgt verteilt:
- 0,5: Sieg durch technische Überlegenheit
- 1: Sieg nach Punkten
- 2: Unentschieden
- 2,5: Unentschieden, Passivität
- 3: Niederlage nach Punkten
- 3,5: Niederlage durch technische Überlegenheit des Gegners
- 4:  Niederlage durch Schultersieg des Gegners, Passivität, Verletzung

## Ergebnisse

### Runde 1
| MPG | MPK |                       | Zeit |                                | MPK | MPG |
| --- | --- | --------------------- | ---- | ------------------------------ | --- | --- |
| 1   | 1   | Luís Grilo            |      | Eduardo Maggiolo               | 3   | 3   |
| 4   | 4   | Juan Velarde          | 1:51 | Hans-Jürgen Veil               | 0   | 0   |
| 0   | 0   | Per Lindholm          | 6:44 | Alfredo López                  | 4   | 4   |
| 0   | 0   | Ion Baciu             | 2:06 | Rogelio Famatid                | 4   | 4   |
| 0   | 0   | Ikuei Yamamoto        | 2:59 | Firouz Alizadeh                | 4   | 4   |
| 3   | 3   | Karlo Čović           |      | Christo Traikow                | 1   | 1   |
| 3,5 | 3,5 | Alam Mir              |      | Rustem Kasakow                 | 0,5 | 0,5 |
| 3   | 3   | Francesco Scuderi     |      | Józef Lipień                   | 1   | 1   |
| 3   | 3   | Ernst Hack            |      | Tschimedbadsaryn Damdinscharaw | 1   | 1   |
| 4   | 4   | Ibrahim Ibrahim Sayed | 0:00 | Othon Moschidis                | 0   | 0   |
| 4   | 4   | Jan Neckář            | 8:46 | Wolfgang Radmacher             | 4   | 4   |
| 2   | 2   | Ali Lachkar           |      | Fawzi Salloum                  | 2   | 2   |
| 0   | 0   | Risto Björlin         | 2:48 | Jørn Krogsgaard                | 4   | 4   |
| 3   | 3   | David Hazewinkel      |      | An Chun-young                  | 1   | 1   |
| 4   | 4   | Harald Hervig         | 0:53 | János Varga                    | 0   | 0   |

### Runde 2
| MPG | MPK |                       | Zeit |                                | MPK | MPG |
| --- | --- | --------------------- | ---- | ------------------------------ | --- | --- |
| 1   | 0   | Luís Grilo            | 7:17 | Juan Velarde                   | 4   | 8   |
| 7   | 4   | Eduardo Maggiolo      | 4:38 | Hans-Jürgen Veil               | 0   | 0   |
| 3   | 3   | Per Lindholm          |      | Ion Baciu                      | 1   | 1   |
| 8   | 4   | Rogelio Famatid       | 1:43 | Ikuei Yamamoto                 | 0   | 0   |
| 3   | 0   | Karlo Čović           | 8:09 | Alam Mir                       | 4   | 7,5 |
| 2   | 1   | Christo Traikow       |      | Rustem Kasakow                 | 3   | 3,5 |
| 4   | 1   | Francesco Scuderi     |      | Ernst Hack                     | 3   | 6   |
| 1   | 0   | Józef Lipień          | 1:17 | Tschimedbadsaryn Damdinscharaw | 4   | 5   |
| 3   | 3   | Othon Moschidis       |      | Jan Neckář                     | 1   | 5   |
| 7   | 3   | Wolfgang Radmacher    |      | Ali Lachkar                    | 1   | 3   |
| 1   | 1   | Risto Björlin         |      | David Hazewinkel               | 3   | 6   |
| 8   | 4   | Jørn Krogsgaard       | 2:23 | Harald Hervig                  | 0   | 4   |
| 5   | 4   | An Chun-young         | 0:00 | János Varga                    | 0   | 0   |
| 4   |     | Alfredo López         |      | DNS                            |     |     |
| 4   |     | Firouz Alizadeh       |      | DNS                            |     |     |
| 4   |     | Ibrahim Ibrahim Sayed |      | DNS                            |     |     |
| 2   |     | Fawzi Salloum         |      | DNS                            |     |     |

### Runde 3
| MPG | MPK |                                | Zeit |                   | MPK | MPG |
| --- | --- | ------------------------------ | ---- | ----------------- | --- | --- |
| 5   | 4   | Luís Grilo                     | 2:31 | Hans-Jürgen Veil  | 0   | 0   |
| 5,5 | 2,5 | Per Lindholm                   |      | Ikuei Yamamoto    | 2,5 | 2,5 |
| 2   | 1   | Ion Baciu                      |      | Karlo Čović       | 3   | 6   |
| 3   | 1   | Christo Traikow                |      | Francesco Scuderi | 3   | 7   |
| 3,5 | 0   | Rustem Kasakow                 | 8:39 | Józef Lipień      | 4   | 5   |
| 7,5 | 2,5 | Tschimedbadsaryn Damdinscharaw |      | Othon Moschidis   | 2,5 | 5,5 |
| 5,5 | 0,5 | Jan Neckář                     |      | Ali Lachkar       | 3,5 | 6,5 |
| 2   | 1   | Risto Björlin                  |      | An Chun-young     | 3   | 8   |
| 0   |     | János Varga                    |      | Freilos           |     |     |
| 4   |     | Harald Hervig                  |      | DNS               |     |     |

### Runde 4
| MPG | MPK |                  | Zeit |                 | MPK | MPG |
| --- | --- | ---------------- | ---- | --------------- | --- | --- |
| 0,5 | 0,5 | János Varga      |      | Luís Grilo      | 3,5 | 8,5 |
| 0   | 0   | Hans-Jürgen Veil | 8:53 | Per Lindholm    | 4   | 9,5 |
| 3   | 1   | Ion Baciu        |      | Ikuei Yamamoto  | 3   | 5,5 |
| 4   | 1   | Christo Traikow  |      | Józef Lipień    | 3   | 8   |
| 3,5 | 0   | Rustem Kasakow   | 4:36 | Othon Moschidis | 4   | 9,5 |
| 9,5 | 4   | Jan Neckář       | 1:21 | Risto Björlin   | 0   | 2   |

### Runde 5
| MPG | MPK |                | Zeit |                  | MPK | MPG |
| --- | --- | -------------- | ---- | ---------------- | --- | --- |
| 4,5 | 4   | János Varga    | 8:35 | Hans-Jürgen Veil | 0   | 0   |
| 6   | 3   | Ion Baciu      |      | Christo Traikow  | 1   | 5   |
| 8,5 | 3   | Ikuei Yamamoto |      | Rustem Kasakow   | 1   | 4,5 |
| 2   |     | Risto Björlin  |      | Freilos          |     |     |

### Runde 6
| MPG | MPK |                  | Zeit |                 | MPK | MPG |
| --- | --- | ---------------- | ---- | --------------- | --- | --- |
| 5   | 3   | Risto Björlin    |      | János Varga     | 1   | 5,5 |
| 3   | 3   | Hans-Jürgen Veil |      | Christo Traikow | 1   | 6   |
| 4,5 |     | Rustem Kasakow   |      | Freilos         |     |     |

### Runde 7
| MPG | MPK |                | Zeit |                  | MPK | MPG |
| --- | --- | -------------- | ---- | ---------------- | --- | --- |
| 5   | 0,5 | Rustem Kasakow |      | János Varga      | 3,5 | 9   |
| 8   | 3   | Risto Björlin  |      | Hans-Jürgen Veil | 1   | 4   |

### Finalrunde
| MPG | MPK |                | Zeit |                  | MPK | MPG |
| --- | --- | -------------- | ---- | ---------------- | --- | --- |
| 0   | 0   | Rustem Kasakow | 2:58 | Hans-Jürgen Veil | 4   | 4   |